# Inocellia japonica
Inocellia japonica is een kameelhalsvliegensoort uit de familie van de Inocelliidae. De soort komt voor in Japan.
Inocellia japonica werd voor het eerst wetenschappelijk beschreven door Okamoto in 1917.